# مئیر
مئیر (عبری: מאיר‎) یک نام کوچک مردانه و یک نام خانوادگی یهودی است. افراد سرشناس با این نام از این قرارند:
نام کوچک
- مئیر پاییل (۱۹۲۶ – ۲۰۱۵)، مورخ نظامی، سیاست‌مدار، و نویسنده اهل اسرائیل
- مئیر جاودانفر، روزنامه‌نگار اسرائیلی متولد ایران
- مئیر داگان، ژنرال اسرائیلی و رئیس سابق سازمان اطلاعاتی خارجی اسرائیل
- مئیر دیزنگوف، فعال سیاسی صهیونیست و اولین شهردار شهر تل‌آویو
- مئیر عزری، سفیر و اولین نماینده سیاسی دولت اسرائیل در ایران
- مئیر کاهان، خاخام راستگرای افراطی اسرائیلی - آمریکایی
- مئیر نیمنی، بازیکن فوتبال اهل اسرائیل

نام خانوادگی
- جسیکا میر، فضانورد اهل کشور ایالات متحده آمریکا
- گلدا مئیر، سیاست‌مدار اسرائیلی و نخست‌وزیر اسبق این کشور
- لئو آری مئیر، شرق‌شناس اسرائیلی، استاد و رئیس دانشگاه عبری اورشلیم